# ジョヴァンニ・ヨナ＝ラシニオ
ジョヴァンニ・ヨナ＝ラシニオ（Giovanni Jona-Lasinio、1932年7月20日 - ）は、イタリアの理論物理学者である。量子場理論と統計力学が専門である。自発的対称性の破れに関する研究の先駆者であり、南部・ヨナ＝ラシニオ模型(NJL)は南部陽一郎と彼の名に由来する。南部がノーベル物理学賞を受賞したとき、都合で授賞式に出席できなかった南部の代わりにヨナ＝ラシニオがノーベル賞受賞講演を行った。現在、ローマ・ラ・サピエンツァ大学物理学科の教員を務めており、アッカデーミア・デイ・リンチェイの正会員である。

## 生涯
フィレンツェで、父系がユダヤ人の家庭に生まれた。1970年から1974年まで、パドヴァ大学で電気力学を教えていた。1974年にローマ・ラ・サピエンツァ大学の教授に就任し、数理物理学を教えた。数年間国外で研究を行った（シカゴ大学（1959–60年）、CERN（1964–65年）、MIT（1965–66年）、フランス高等科学研究所（1980–81年）、ピエール・マリー・キュリー大学（1983–84年））。2004年、統計力学の科学雑誌Journal of Statistical Physicsがヨナ＝ラシニオの特集号を発行した。

## 受賞歴
- 2006年: フェルトリネッリ賞（英語版）（アッカデーミア・デイ・リンチェイ）
- 2012年: ハイネマン賞数理物理学部門（アメリカ物理学会）
- 2013年: ボルツマン賞 - 統計物理学、特に相転移と連続対称性の破れへの貢献に対して